# We Started Nothing
We Started Nothing é o álbum de estreia da banda britânica The Ting Tings. Foi lançado mundialmente para download digital em 16 de Maio de 2008 e no dia 19 do mesmo mês foi lançado em formato CD no Reino Unido pela Columbia.

## Faixas
Todas as canções foram escritas por Jules De Martino e Katie White.
1. "Great DJ" - 3:23
2. "That's Not My Name" - 5:11
3. "Fruit Machine" - 2:54
4. "Traffic Light" - 2:59
5. "Shut Up and Let Me Go" - 2:52
6. "Keep Your Head" - 3:23
7. "Be the One" - 2:58
8. "We Walk" - 4:04
9. "Impacilla Carpisung" - 3:41
10. "We Started Nothing" - 6:22

### Faixas bônusjaponesas
- "Great DJ" (7th Heaven Radio Mix) - 3:31
- "That's Not My Name" (Soul Seekerz Radio Mix) - 3:23
- "That's Not My Name" (Taku Takahashi (M-Flo) Mix)

### Deluxe Edition
- "Be the One" (versão acústica) - 3:16
- "Shut Up and Let Me Go" (versão acústica) - 2:46
- "Great DJ" (versão acústica) - 3:33
- "That's Not My Name" (versão acústica) - 4:26

### DVD bônus
1. "Great DJ" (videoclipe)
2. "That's Not My Name" (videoclipe)
3. "Shut Up and Let Me Go" (videoclipe)
4. "Be the One" (videoclipe)
5. Making of de "Shut Up and Let Me Go"
6. Making of de "Be the One"
7. Salford/Berlin/London/New York

## Performance
| Parada musical (2008)            | Melhor posição |
| -------------------------------- | -------------- |
| Australian Albums Chart          | 22             |
| Austrian Albums Chart            | 64             |
| French Albums Chart              | 55             |
| Irish Albums Chart               | 3              |
| Swiss Albums Chart               | 28             |
| New Zealand Albums Chart         | 16             |
| UK Albums Chart                  | 1              |
| Billboard 200                    | 78             |
| Billboard Top Heatseekers        | 7              |
| Billboard Top Independent Albums | 8              |

| País        | Certificação | Vendas     |
| ----------- | ------------ | ---------- |
| Austrália   | Ouro         | 45,000+    |
| Reino Unido | Platina      | 450,000+   |
| Mundo       | Ouro         | 1,200,000+ |

## Datas de lançamento
| País           | Data                |
| -------------- | ------------------- |
| Reino Unido    | 19 de Maio de 2008  |
| Europa         | 30 de Maio de 2008  |
| México         | 30 de Maio de 2008  |
| Estados Unidos | 3 de Junho de 2008  |
| Argentina      | 23 de Junho de 2008 |
| Brasil         | 25 de Julho de 2008 |